# 红嘴穗鹛
，是画眉科的一种，分布于印度、尼泊尔和巴基斯坦。该物种的保护状况被评为无危。
黑颏穗鹛的平均体重约为10.5克。栖息地包括温带森林、亚热带或热带的湿润低地林和温带疏灌丛。

## 特征
黑颏穗鹛体重约9.59克，翼长约52.5毫米，嘴峰长约13.8毫米，喙宽度约2.3毫米，喙厚度约3.1毫米，跗蹠长约18.6毫米，尾长约51.5毫米。黑颏穗鹛在其分布区内为留鸟，其栖息在半开放的高大树木组成的森林中，食性为肉食性，主要食物来源是陆生无脊椎动物。

## 分布
喜马拉雅山脉（克什米尔至尼泊尔中部）。